# Asura creatina
Asura creatina är en fjärilsart som beskrevs av Pieter Cornelius Tobias Snellen 1879. Asura creatina ingår i släktet Asura och familjen björnspinnare. Inga underarter finns listade i Catalogue of Life.